# Karl von Unruh (Politiker)
Karl Stephan von Unruh (* 24. Januar 1845 auf Gut Neuhof, Kreis Greifenberg i. Pom.; † 4. April 1898 in Köslin, Provinz Pommern) war ein deutscher Richter und Politiker.

## Leben
Er entstammte einer ursprünglich wohl in Franken ansässigen Familie Unruh und war ein Sohn von Stephan von Unruh (1809–1876), Verwalter des Remontedepots Neuhof und Suckowshof, und dessen erster Ehefrau Johanna Gleß (1824–1859).
Unruh begann an der Königlichen Universität zu Greifswald Rechtswissenschaft zu studieren. Er wurde 1864 im Corps Borussia Greifswald recipiert und war ein erfolgreicher Consenior. Er wechselte an die Königliche Universität zu Breslau und wurde 1866 auch im Corps Silesia aktiv. Er zeichnete sich als Consenior und Fuchsmajor und viermal als Senior aus. Er trat nach den Examen und dem Vorbereitungsdienst in die Rechtspflege Preußens und wurde Amtsgerichtsrat. Von 1883 bis 1898 vertrat er den Wahlkreis Köslin 4 (Köslin – Kollberg-Körlin – Bublitz) im Preußischen Abgeordnetenhaus. Als Ehrenmitglied des Corps Silesia starb er mit 53 Jahren.
Geheiratet hatte von Unruh am 5. Oktober 1877 in Köslin Helene von Hellermann (* 22. Februar 1853 auf Gut Zeblin, Kreis Bublitz; † 4. Januar 1921 in Jauer), Tochter des preußischen Hauptmanns a. D. Friedrich von Hellermann, Landschaftsrat und Kreisdeputierter sowie Gutsherr auf Zeblin und Viverow, und der Berta von Manteuffel.